# Kalcynowanie
Kalcynowanie, kalcynacja – odmiana prażenia polegająca na ogrzewaniu związku chemicznego poniżej jego temperatury topnienia w celu spowodowania częściowego rozkładu chemicznego tego związku poprzez usunięcie wody (lub innych substancji) z jego sieci krystalicznej, lub przeprowadzenie tego związku do związku prostszego z wydzieleniem lotnych substancji rozkładu.
Typowym przykładem kalcynowania jest rozkład wodorowęglanów do węglanów lub węglanów do ich tlenków.